# コミュニケーションモデル

多くのコミュニケーションモデルには、送信者がメッセージを符号化し、チャネルを使用して受信者に送信するという考えが含まれている。ノイズが途中でメッセージを歪める可能性がある。受信者はメッセージを解読し、何らかの形でフィードバックを提供する

コミュニケーションモデル（英: Models of communication）とは、コミュニケーションのプロセスを単純化または表現したものである。ほとんどのコミュニケーションモデルは、言語的および非言語コミュニケーションの両方を記述し、しばしばメッセージの交換として理解しようとする。これらの機能は、コミュニケーションの複雑なプロセスをコンパクトに概観することにある。これは、研究者が仮説を立てコミュニケーション関連の概念を現実のケースに適用し、その予測をテストするのに役立つ。一方で、役立つにもかかわらず、多くのモデルは重要な側面を省略しているため、あまりにも単純であるという批判を受けている。なお、コンポーネントとその相互作用は通常、図の形で提示される。そして基本的なコンポーネントと相互作用のいくつかは、多くのモデルで再び現れる。これには、送信者がメッセージの形で情報を符号化し、それを受信者にチャネルを通じて送信するという考えが含まれる。受信者は初期の考えを理解するためにメッセージを解読し、何らかの形でフィードバックを提供する必要がある。いずれの場合も、ノイズが干渉し、メッセージを歪める可能性がある。
コミュニケーションモデルは、その意図された用途やプロセスの概念化方法に応じて分類される。一般的なモデルはすべての形式のコミュニケーションに適用される一方で、専門的なモデルはマスコミュニケーションのような特定の形式に限定される。線形伝送モデルは、送信者が受信者にアイデアを伝達する一方向のプロセスとしてコミュニケーションを理解する。相互作用モデルには、受信者がメッセージを受け取った後に反応するフィードバックループが含まれている。取引モデルは、送信と応答が同時活動であると見る。これらのモデルは、意味がこのプロセスで生成され、事前には存在しないと主張している。構成モデルそして構築モデルは、コミュニケーションが人々が現実を理解し、経験する基本現象であることを強調する。対人コミュニケーションモデルは、他者とのコミュニケーション交換を記述する。これらは、自己とのコミュニケーションを論じる内面コミュニケーションモデルとは対照的である。非人間コミュニケーションのモデルは、他の種間でのコミュニケーションを記述する。さらに、符号化・解読モデル、皮下モデル、関係モデルなどのタイプも含まれる。
コミュニケーションの問題は古代ギリシアですでに議論されていたが、コミュニケーション学の分野は20世紀半ばに独立した研究分野として発展した。すべての初期モデルは、ラスウェルのモデル, シャノン・ウィーバーモデル, ジェルブナーのモデル、およびベルロのモデルのような線形伝送モデルであった。多くの目的において、これらは後にシュラムのモデルのような相互作用モデルに置き換えられた。1970年代に入り、バーンラウンドのモデルのような取引モデルのコミュニケーションモデルが提案され、相互作用モデルの限界を克服した。これらは、構成モデルのさらなる発展の起源を成する。

## 定義と機能
コミュニケーションモデルは、コミュニケーションのプロセスを表現するものである。これらは、最も基本的な特徴とコンポーネントを強調することで、プロセスの単純な説明を提供しようとする。単純化された図として、モデルの設計者がコミュニケーションにおいて最も中心的であると考える側面のみを提示する。コミュニケーションは、アイデアの伝達として定義できる。一般的なコミュニケーションモデルは、言語的および非言語コミュニケーションのすべての形式を記述しようとし、視覚, 聴覚, および嗅覚の形式も含まれる。最も広い意味では、コミュニケーションは人間に限定されず、動物のコミュニケーションや種間でも発生する。しかし、コミュニケーションモデルは通常、典型的な形式として人間コミュニケーションに焦点を当てている。通常、メッセージが交換される2つ以上の当事者間で何らかの種類の相互作用が含まれる。プロセス全体は非常に複雑であるため、コミュニケーションモデルは最も顕著な特徴のみを提示し、主要なコンポーネントがどのように機能し相互作用するかを示している。通常、それらは単純化された視覚化の形で表され、単純化のためにいくつかの側面を無視する。
一部の理論家、例えばポール・コブリーやピーター・J・シュルツは、コミュニケーション理論からコミュニケーションモデルを区別している。これは、コミュニケーション理論がコミュニケーションの基礎的な現実を正確に表現するのに十分な抽象的な概念的枠組みを提供しようとするという考えに基づいている。コミュニケーション理論家ロバート・クレイグは、モデルが主にコミュニケーションを表現する一方で、理論はそれをさらに説明する点で違いがあると見ている。フランク・ダンスによれば、各モデルが特定の側面のみを強調し他の側面を歪めるため、完全に包括的なコミュニケーションモデルは存在しないとされている。この理由から、異なるモデルのファミリーを採用することが提案されている。
コミュニケーションモデルはさまざまな機能を果たしている。その単純化された提示は、学生や研究者がコミュニケーションの主要なステップを特定し、コミュニケーション関連の概念を現実のケースに適用するのに役立つ。彼らが提供する統一された図は、観察された現象を説明しやすくし、コミュニケーションモデルは、コミュニケーションプロセスがどのように展開するかについての仮説や予測の形成を導き、これらのプロセスがどのように測定できるかを示す。彼らの目標の一つは、ノイズを避けることによるコミュニケーションの改善方法や、社会および経済的要因がコミュニケーションの質にどのように影響するかを発見することである。

## 基本概念
多くの基本概念が異なるモデルで再び登場する。例えば、「送信者」、「受信者」、「メッセージ」、「チャネル」、「信号」、「符号化」、「復号化」、「ノイズ」、「フィードバック」、および「コンテキスト」などである。これらの正確な意味はモデルによってわずかに異なり、同じアイデアに対して異なる用語が使用されることもある。単純なモデルはこれらの概念のうちいくつかにのみ依存し、より複雑なモデルはそれらの多くを含む。
送信者はメッセージを作成し、それを受信者に送信する責任を負う。一部の理論家は代わりに「ソース」や「デスティネーション」という用語を使用する。メッセージ自体は言語的または非言語的であり、何らかの形態の情報を含む。符号化のプロセスは、メッセージを信号に変換し、それをチャネルを通じて伝達できるようにする。チャネルとは、信号が伝わる感覚経路である。例えば、スピーチで自分の考えを表現する際、それらを音として符号し、空気をチャネルとして伝達する。復号化は符号化の逆プロセスであり、信号がメッセージに再翻訳されるときに起こる。
ノイズとは、メッセージが目的地に届くのを妨げるあらゆる影響である。一部の理論家は環境ノイズと意味論ノイズを区別する。環境ノイズは信号が受信者に届く途中で歪めるのに対し、意味論ノイズは符号化や復号化の過程で発生し、例えばメッセージ中の曖昧な言葉が受信者によって送信者の意図通りに解釈されない場合に生じる。フィードバックとは、受信者がメッセージに応答し、元の送信者に何らかの情報を伝えることを意味する。コンテキストとは、コミュニケーションの状況を指す。これは非常に広範な用語であり、物理的環境などのコミュニケーターの精神状態、さらには一般的な社会的状況にも適用される。

## 分類
コミュニケーションモデルは多くの方法で分類されており、提案された分類はしばしば重複する。いくつかのモデルは、すべての形式のコミュニケーションを記述しようとする一般的なものである。一方、他のモデルは特定の分野や領域にのみ適用される専門的なものである。例えば、マスコミュニケーションのモデルは、コミュニケーションの普遍的な説明を目指さない専門的なモデルである。もう一つの対比は、線形モデルと非線形モデルの間である。初期のコミュニケーションモデルのほとんどは線形モデルであり、コミュニケーションを一方向のプロセスとして提示し、メッセージがコミュニケーターから観客へと流れる。非線形モデルは、多方向的であり、参加者間でメッセージが行き来する。ウマ・ナルラによれば、線形モデルはコミュニケーションの単一行為を記述し、非線形モデルは全体のプロセスを記述する。

### 線形伝送モデル

線形伝送モデル

線形伝送モデルはコミュニケーションを一方向のプロセスとして記述する。このモデルでは、送信者が意図的にメッセージを受信者に伝達する。メッセージの受信はこのプロセスの終点であり、フィードバックループがないため、送信者はメッセージが意図した目的地に届いたかどうかを知ることができない。初期の多くのモデルは伝送モデルであった。その線形的な性質から、通常、定期的な対面会話など様々な形態のコミュニケーションの動的側面を捉えるには単純すぎる。送信者のみを重視するため、聴衆の視点が欠けている。例えば、聴くことは単に起こるのではなく、理解や解釈を伴う能動的なプロセスである。しかし、一部のコミュニケーション形態、例えば多くのコンピュータ媒介コミュニケーションは正確にこれらのモデルで説明できる。これは、例えばテキストメッセージ、メールの送信、ブログの投稿、ソーシャルメディアでの共有などに適用される。一部の理論家、例えばウマ・ナルラは、送信者の行動のみを強調するため線形伝送モデルの代わりに「アクションモデル」と呼ぶことがある。線形伝送モデルにはアリストテレスのモデル、ラスウェルのモデル、シャノン・ウィーバーのモデル、ベルロのモデルなどが含まれる。

### 交流モデル

交流モデル

交流モデルでは、コミュニケーションの参加者が送信者と受信者の役割を交互に担う。メッセージを受け取ると、新しいメッセージが生成され、フィードバックとして元の送信者に返される。この点で、コミュニケーションは双方向のプロセスとなる。これにより、参加者が送信者と受信者の両方の役割を果たし、これらの役割を交互に切り替えるため、モデルにさらなる複雑さが加わる。
交流モデルでは、これらのステップが次々と順番に起こる。まず、1つのメッセージが送信され受信され、その後フィードバックとして別のメッセージが返される。こうしたフィードバックループにより、送信者はメッセージが届き、意図した効果を得たか、ノイズによって歪められたかを評価することができる。例えば、交流モデルはインスタントメッセージを通じた会話を説明するのに使用できる。送信者がメッセージを送信し、受信者の反応を待つ必要がある。もう一つの例は、質問と回答のセッションであり、一人が質問をし、別の人が回答を待つ。このようなフィードバックループは、送信者がメッセージが届き、意図した効果を持ったかどうかを評価するのに役立つ。交流モデルは、コミュニケーションプロセス自体に重点を置き、各ステップでメッセージがどのように伝達されるかという技術的な問題よりも、メッセージの交換を形成するコンテキストの重要性を強調する。これには、話者間の距離などの物理的コンテキストや、ストレスや不安などの精神的・感情的要因を含む心理的コンテキストが含まれる。シュラムのモデルは、最も初期の交流モデルの一つである。

### 取引モデル

取引モデル

取引モデルは、交流モデルとは二つの点で異なる。一方で、メッセージを送ることと反応することを同時のプロセスとして理解する。これは、リスナーが姿勢や表情などの非言語的コミュニケーションを使用してフィードバックを提供する方法を説明するのに使用できる。こうすることで、話者が話している最中にメッセージに同意しているかどうかを信号として送ることができる。このフィードバックは、話者がメッセージを生成している最中にそのメッセージに影響を与える可能性がある。もう一方で、取引モデルは、意味がコミュニケーションの過程で創造され、事前には存在しないと強調する。これは、コミュニケーションが他の社会プロセスの原因として見るべきであり、結果として見るべきではないという主張としばしば組み合わされる。これは、コミュニケーター自身にも様々なレベルで影響を与える。例えば、彼らの思考や感情、社会的アイデンティティなどである。
取引モデルは通常、コンテキストとそれが情報交換にどのように影響を与えるかにより重点を置く。それらは時折、社会的、関係的、文化的コンテキストに分けられる。社会的コンテキストには、許容されるメッセージとフィードバックの形式に関する明示的および暗黙的な規則が含まれる。例えば、人を邪魔してはいけない、挨拶されたら返すべきである、といったものがある。関係的コンテキストはより具体的であり、コミュニケーター同士の以前の関係や共有された歴史に関わる。これには、参加者が友人、隣人、同僚、ライバルであるかどうかといった要因が含まれる。文化的コンテキストには、コミュニケーターの社会的アイデンティティ、例えば人種、性別、国籍、性的指向、社会階級などが含まれる。バーンランドのモデルは影響力のある初期の取引モデルである。

### 構成主義と構築主義
構成モデルは、意味が「コミュニケーションの行為の中で反射的に構築、維持、または交渉される」と主張する。これは、コミュニケーションが事前に確立された情報の束の交換ではなく、創造的なプロセスであることを意味し、多くの伝送モデルで見られる見解とは対照的である。ロバート・クレイグによれば、これはコミュニケーションが心理学、文化、経済、その他の要因を通じて説明できる基本的な社会現象ではなく、他の社会プロセスの原因として見るべきであり、その結果として見るべきではないことを意味する。構成モデルは、コミュニケーションが現実を理解、表現、経験する基本プロセスであると見る構築主義モデルに密接に関連している。社会構築主義者、例えばジョージ・ハーバート・ミードによれば、現実は完全に外部からのものではなく、コミュニケーションを通じて概念化されることに依存している。

### 対人関係と内的関係
対人コミュニケーションは、2つの異なる人物間のコミュニケーションを指す。例えば、街中で誰かに挨拶することや電話をかけることなどである。個人内コミュニケーションは、それに対して自己とのコミュニケーションである。例えば、ある人が自分自身に「洗濯物を持ち込むべきだ」と考えることなどが挙げられる。ほとんどのコミュニケーションモデルは、送信者と受信者が異なる人物であると仮定し、対人コミュニケーションに焦点を当てている。彼らはしばしば、送信者がメッセージを符号する方法、メッセージがどのように伝達されて歪められる可能性があるか、受信者がメッセージを復号して解釈する方法を探求する。

ラリー・L・バーカー、ゴードン・ワイズマンによる個人内コミュニケーションモデル。図の左側はプロセスの開始を示している：外部および内部刺激（赤と紫の矢印）が知覚される。これにより、刺激の解釈に関与するさまざまな認知プロセス（緑の領域）が引き起こされる。これらのプロセスは新しい刺激の生成と伝達につながり、それが再び知覚される

しかし、一部のモデルは特に個人内コミュニケーションのために策定されている。その多くは、個人内コミュニケーションが情報を運ぶ知覚に基づく、内部および外部の刺激の知覚から始まるという考えに焦点を当てている。これらの刺激はさまざまな方法で処理および解釈される。例えば、分類や象徴的な意味づけを行うことによってである。後のステップには、それについて考えたり、情報を整理したりし、そうして考案されたアイデアを行動反応として符号することが含まれる。この反応自体が新しい刺激を生み出し、継続的な個人内コミュニケーションのフィードバックループとして機能することがある。

### 非人間

植物のコミュニケーションのステップ

コミュニケーション学の分野およびそこで提案されるコミュニケーションモデルは、人間のコミュニケーションに限定されない。これらは、他の種間、例えば非人間動物や植物間のコミュニケーションについての議論を含む。非人間コミュニケーションのモデルは通常、コミュニケーションの実際的な側面、すなわちそれが行動に及ぼす影響を強調する。例えば、コミュニケーションがコミュニケーターに進化的な利点を提供するというものである。
動物コミュニケーションの一部のモデルは、人間コミュニケーションのモデルと類似しており、プロセスを情報交換として理解する。これにより、コミュニケーターは不確実性を減少させ、自分たちに有益な方法で行動することができる。さらに、動物コミュニケーションの操作モデルでは、コミュニケーションの中心的な側面は情報交換ではなく、他の生物の行動を変えることであると主張する。この影響は主に送信者に利益をもたらし、メッセージの伝達を伴う必要はない。こうして、送信者は他の動物の筋肉力を搾取することができる。やや異なるアプローチは、コミュニケーションの協力的側面により焦点を当て、送信者と受信者の両方が交換から利益を得ると主張する。植物コミュニケーションのモデルは通常、生化学的変化および反応の観点からコミュニケーションを理解する。リチャード・カーバンによれば、このプロセスは、送信者がキューを発し、それを受信者が知覚することから始まる。受信者はこの情報を処理し、何らかの反応に翻訳する。

### その他
コミュニケーションモデルの追加的な分類が提案されている。「符号化・復号化モデル」という用語は、コミュニケーションの記述に符号化と復号化の段階を含む任意のモデルに使用される。このようなモデルは、情報を送信するためにはコードが必要であることを強調する。コードとは、アイデアを表現し、メッセージを解釈するために使用される記号体系である。符号化・復号化モデルは時折、「推論モデル」と対比される。後者では、受信者は送信された情報に関心を持つだけでなく、メッセージを形成する背後にある送信者の意図を推測しようとする。
皮下モデルは魔法の弾丸理論とも呼ばれ、コミュニケーションが送信者から受信者へのアイデア、情報、感情の転送に還元できると主張する。これらのモデルでは、メッセージは積極的な送信者によって受動的で防御のない受信者に撃たれる魔法の弾丸のようなものである。これらは線形伝送モデルに密接に関連しており、「受容モデル」と対比される。受容モデルは、受信者がコミュニケーションと意味形成の過程で能動的な役割を果たすことを前提とする。
関係モデルはコミュニケーター間の関係の重要性を強調する。例えば、ウィルバー・シュラムはこの関係が参加者が交換に持ち込む期待や役割を形成し、それがコミュニケーション目標への貢献方法に影響を与えると述べている。この役割は、例えば指導の文脈において、教師の役割が情報の共有と説明を含み、学生の役割が学習と明確化の質問を含むことを意味する。関係モデルは、コミュニケーションがコミュニケーター同士の関係にどのように影響を与えるかを説明する。例えば、患者と病院スタッフ間のコミュニケーションが患者に対してケアされていると感じさせるか、疎外されているかに影響を与える。関係モデルは収束モデルと密接に関連している。収束モデルでは、コミュニケーションの目標が収束（相互理解の達成）であり、フィードバックが中心的な役割を果たす。効果的なフィードバックはこの目標の達成に寄与し、非効果的なフィードバックは発散を招く。
差異モデルはコミュニケーション過程におけるジェンダーおよび人種の違いの役割を強調する。一部のモデルでは、例えば男性と女性が異なるコミュニケーションスタイルを持ち、コミュニケーションを通じて異なる目標を達成しようとすることを主張する

## 歴史
コミュニケーションは古代ギリシア以来研究されており、最初期のコミュニケーションモデルの一つはアリストテレスによるものである。しかし、コミュニケーション学は20世紀に入り、独立した研究分野として発展した。その初期段階では、しばしば心理学、社会学、人類学、政治学など他の学問分野からモデルや概念を借用していた。しかし、科学として発展するにつれて、独自のモデルや概念にますます依存するようになった。1940年代以降、特にその後の数十年で、多くの新しいコミュニケーションモデルが開発された。初期のほとんどのモデルは線形伝送モデルであったが、これらは対話、取引、収束モデルなどの非線形モデルに取って代わられた。

### アリストテレス
アリストテレスによって提案されたコミュニケーションの最も初期のモデルの一つである。彼は著作弁論術 (アリストテレス)においてコミュニケーションについて述べ、それを技術知または諸芸術として特徴づけている。彼のモデルは主に人前で話すことに関心を持ち、五つの要素で構成されている：話者、メッセージ、聴衆、機会、効果。
アリストテレスのコミュニケーションモデルによれば、話者は聴衆に意見や行動のコースを説得するなどの効果を持たせたいと望んでいる。同じメッセージでも、聴衆や機会によって非常に異なる効果を持つ場合がある。このため、話者はこれらの要因を考慮し、それに応じてメッセージを構成すべきである。アリストテレスのコミュニケーションモデルの基本的な要素の多くは、現代のモデルにも見られる。

### ラスウェル

ラッスウェルのコミュニケーションモデルの視覚的表現。線形伝送モデルとしてのラッスウェルのコミュニケーションモデル

ラッスウェルのモデルは、コミュニケーションの初期かつ影響力のあるモデルである。1948年にハロルド・ラスウェルによって提案され、「誰が？」「何を言う？」「どのチャネルで？」「誰に？」「どのような効果で？」という五つの質問を用いてコミュニケーションの主要な側面を特定し記述する。これらは、コミュニケーションプロセスに関与する五つの基本的な要素、すなわち送信者、メッセージ、チャネル、受信者、効果に対応している。新聞の見出しでは、これら五つの要素は記者、見出しの内容、新聞自体、読者、そして見出しへの読者の反応である。ラスウェルは、各要素に調査の分野を割り当てており、それは制御分析、内容分析、メディア分析、オーディエンス分析、および効果分析に対応している。このモデルは通常、線形伝送モデルと見なされ、初めはラジオ、テレビ、新聞などのマスコミュニケーションのために特別に策定された。しかしながら、他の分野、例えばニューメディアでも使用されている。多くの理論家はこれをコミュニケーションの普遍的なモデルとして扱っているが、ザカリー・S サピエンツァらのような一部の理論家はこの特徴付けに疑問を呈し、むしろそれを質問の道具、フォーミュラ、または構築物として見る。
ラスウェルのモデルは、その単純さゆえにしばしば批判される。例えば、ノイズやフィードバックループといった重要な要素について明示的な議論が含まれていないことが挙げられる。また、物理的、感情的、社会的、文化的なコンテキストの影響についても言及していない。これらの欠点により、一部の理論家はラスウェルのモデルを拡張することを促された。例えば、リチャード・ブラドックは1958年に追加の二つの質問「どのような状況下で？」および「何の目的で？」を含む拡張版を発表した。

### シャノンとウィーバー

シャノン・ウィーバーのコミュニケーションモデル

シャノン・ウィーバーのモデルは、他の初期かつ影響力のあるコミュニケーションモデルである。これは線形伝送モデルであり、1948年に発表され、コミュニケーションを五つの基本的な要素の相互作用として説明している：ソース、トランスミッター、チャネル、レシーバー、デスティネーション。ソースはメッセージを生成する責任を負う。このメッセージはトランスミッターによって信号に変換され、チャネルを使用して送信される。レシーバーはトランスミッターの反対の機能を持ち、信号をメッセージに再翻訳し、それをデスティネーションに提供する。シャノン・ウィーバーのモデルは最初、電話通話がどのように機能するかに類推して策定されたが、あらゆる形態のコミュニケーションの一般的なモデルとして意図されている。例えば、固定電話の通話の場合、発信者がソースであり、彼らの電話がメッセージを電気信号に変換するトランスミッターである。ワイヤーはチャネルとして機能する。通話を受ける人がデスティネーションであり、その電話がメッセージを復号するレシーバーである。
クロード・シャノンとウォーレン・ウィーバーは、コミュニケーションモデルに関連する問題を技術的、意味的、効果的な三つの基本的なレベルで分類・処理している。これらはメッセージ内のシンボルを受信者に伝達する方法、これらのシンボルが意味を運ぶ方法、そしてメッセージが受信者に意図した効果を持つようにする方法に対応している。シャノンとウィーバーは、ノイズが信号を妨害する方法について議論することで技術的レベルに注目している。これにより、レシーバーが元のメッセージに含まれるソースの意図を再構築することが難しくなる。この問題を解決するために、彼らはメッセージを冗長にし、歪みを検出しやすくしている。シャノン・ウィーバーのモデルは、コミュニケーション理論および情報理論の分野で影響力がある。しかし、シャノン・ウィーバーのモデルはコミュニケーションプロセスの一部を単純化しているため批判されている。例えば、フィードバックループの役割について十分に議論しておらず、メッセージが双方向にやり取りされる動的な相互作用としてのコミュニケーションを示さないことが挙げられる。

### ニューカム

ニューカムのコミュニケーションモデルの図。AとBという二つのコミュニケーターとトピックXが基本要素である。矢印はコミュニケーターが互いおよびトピックに対して持つ向きや態度を表している

ニューカムのモデルは、セオドア・M・ニューカムによって1953年の論文「コミュニケーション行為の研究へのアプローチ」で初めて発表された。これは、コミュニケーションを三つの要素：二つの当事者（AとB）がトピックまたは対象（X）について相互作用する形で理解するため、ABXモデルと呼ばれる。AとBは人間やグループ（例えば、労働組合や国）である場合もあり、Xは特定の事物や他の人など共有された環境の一部である。ABXモデルは、コミュニケーター間の社会的関係に焦点を当てており、相互に持つ向きや態度がコミュニケーションの展開に大きな影響を与えることを強調している。向きや態度は好意的または非好意的であり、信念を含む。これらはコミュニケーションの展開方法に大きな影響を与える。例えば、AとBが互いに好意を持っているかどうか、そしてXに対して同じ態度を持っているかどうかが影響する。
ニューカムは、コミュニケーションを「向きの不一致によって引き起こされる緊張に対する学習された反応」と理解している。コミュニケーションの社会的機能は、異なる向きをバランスよく保つことで社会システムの均衡を維持することである。ニューカムの言葉を借りれば、コミュニケーションは「二人以上の個人が互いに、そして外部環境の対象に同時に向きを維持することを可能にする」。AとBの向きは変化し合い、互いに影響を与える。例えば、AとBが友人であり、Xが二人が知っている誰かである場合、均衡とはXに対して同じ態度を持つことを意味する。しかし、AがXを好み、BがXを好まない場合、関係に緊張または不均衡が生じる。このような場合、AとBはXについて情報を交換し、共有された態度に達するまで緊張を緩和しバランスを回復しようとする傾向が生じる。XがAとBにとって重要であるほど、この傾向はより緊急性を持つ。

ウェストリーとマクリーンのコミュニケーションモデルの拡張

ニューカムのモデルの影響力のある拡張は、ウェストリーとマクリーンによるものである。彼らは情報の非対称性の概念を導入しており、送信者（A）は複数のトピック（X1からX3）を認識しており、受信者（B）に伝達するためにメッセージ（X'）を構成しなければならない。一方、Bの直接的な知覚はこれらのトピックの一部（X1B）のみに限定される。もう一つの追加として、受信者から送信者へのフィードバック（fBA）の導入がある。ウェストリーとマクリーンはまた、マスコミュニケーションを考慮に入れるために、ゲートキーパーとしての役割を持つ追加の要素Cを含むさらなる拡張を提案している。

### シュラム

シュラムのコミュニケーションモデルは、フィードバックループを含むことで以前のモデルと異なる

シュラムのコミュニケーションモデルは、最も初期の交流モデルの一つである。これは、1940年代後半から1960年代にかけて、ラスウェルのモデルやシャノン・ウィーバーのモデルなどの線形伝送モデルに対する応答および改善として、ウィルバー・シュラムによって1954年に発表された。主な違いは、シュラムが聴衆を受動的な受信者として見なさず、フィードバックとして自身のメッセージを送信する能動的な参加者として理解している点である。フィードバックは多くのコミュニケーション形態の一部を形成しており、参加者が可能な誤解を特定し解決することを容易にしている。

成功したコミュニケーションの要件は、メッセージが参加者の経験の重なりに位置していることである

シュラムにとって、コミュニケーションはソースとデスティネーションの関係に基づき、アイデアや情報の共有から成り立っている。これを実現するために、ソースはアイデアをシンボリックな形でメッセージとして符号しなければならない。このメッセージはチャネルを通じてデスティネーションに送信され、例えば音波や紙へのインクなどを使用する。デスティネーションはメッセージを復号し解釈して、元のアイデアを再構築する必要がある。符号化と復号化のプロセスは、シャノン・ウィーバーのモデルにおけるトランスミッターとレシーバーの役割に対応している。シュラムによれば、これらのプロセスは各参加者の経験のフィールドによって影響を受ける。経験のフィールドには過去の人生経験が含まれ、参加者が理解し慣れているものに影響する。メッセージが受信者の経験のフィールドの外にある場合、コミュニケーションは失敗する。そうした場合、受信者はメッセージを復号できず、送信者のアイデアに結びつけることができない。その他の誤りの原因には、外部ノイズや復号化および符号化の段階での誤りが含まれる。シュラムは、成功したコミュニケーションは意図した効果を実現することであると主張している。そのためには、受信者の注意を引きつけ、メッセージが理解可能であり、受信者が意図した方法でメッセージに反応できるようにする必要がある。
1970年代に、シュラムは前の数十年でコミュニケーション学で行われた発見を考慮に入れるために、彼の元のモデルに修正を提案した。彼の新しいアプローチは、参加者間の関係に特別な重点を置いている。この関係はコミュニケーションの目標と、参加者が果たす役割を決定する。

### ガーバーナー
ジョージ・ガーブナーは1956年の論文「一般的なコミュニケーションモデルへのアプローチ」で初めてモデルを発表した。これは線形伝送モデルであり、シャノン・ウィーバーのモデルやラスウェルのモデルに基づいているが、さまざまな方法でそれらを拡張している。これは、コミュニケーションのすべての形態の一般的な説明を提供することを目的としている。その革新の一つは、メッセージやアイデアではなく、イベントから始める点である。コミュニケーターエージェントはそれを認識し、それについてのメッセージを構成する。シュラムとウィーバーのモデルは、メッセージが事前に存在するパッケージではなく、符号化の過程で生成され、コードとチャネルに影響されると理解している。ガーバーナーは、コミュニケーションの目標を、受信者に知られていない何かについて通知することと仮定している。彼はコミュニケーションの重要な要素として、コード、コンテンツ、トリートメントを挙げており、それぞれの構造と要素に基づいて分析することができる。コードはメッセージを表現するために使用されるサインシステムであり、例えば言語がそれに当たる。コンテンツはメッセージに表現されたアイデアや情報である。適切なコンテンツとそれを表現するための適切なコードを選ぶことが成功したコミュニケーションにとって重要である。ガーバーナーはこの選択を「トリートメント」と呼んでいる。これはコミュニケーターとしてのソースのスタイルを反映している。チャネルはメッセージが伝達されるメディアとプロセスである。ガーバーナーはこれを主に五感に基づいて分析しており、メッセージの復号に使用される：見る、聞く、触る、匂う、味わうである。SMCRモデルは後続の理論家に影響を与えてきた。しかし、それはその単純さゆえにしばしば批判されており、フィードバックループの議論が不足していることや、ノイズや他のコミュニケーション障壁に十分な重きを置いていないことが指摘されている。

### ダンス
フランク・ダンス。の螺旋モデルは、彼の1967年の著書『Human Communication Theory』で初めて公表された。これは、コミュニケーションの動的な性質と参加者の変化を強調することで、線形および円形モデルに対する応答および改善として意図されている。ダンスは、線形モデルがコミュニケーションを送信者から受信者へのメッセージの直線的な流れとして理解しようとする点において欠点があると見なしている。彼によれば、この欠点はフィードバックループを含む円形モデルによって回避されるが、ダンスは「コミュニケーションが完全な円として元の点に戻ることを示唆している」と批判している。

ダンスの螺旋モデルはコミュニケーションを上昇および拡大する螺旋に例えている。

ダンスは、コミュニケーションのプロセスを螺旋に例えることで、常に前進があることを暗示し、コミュニケーション行為の内容と構造が後続のコミュニケーション行為の内容と構造にどのように影響を与えるかを示している。この点で、コミュニケーションは参加者に持続的な影響を与え、プロセスとして継続的に進化している。螺旋の上昇および拡大する動きは、成長、学習、改善の手段としてコミュニケーションを見ることで、楽天主義の形態を表している。ダンスの螺旋モデルの基本的な考え方は、教育理論における螺旋アプローチでも見られる。ダンスのモデルは、以前のモデルの多くの制限をまだ抱えている点で批判されている。例えば、情報の線形伝送に焦点を当てており、フィードバックループの役割について十分な議論を提供していないことが挙げられる。さらに、意味がどのように生成されるかという問題についても説明していない。

### バルナルド
バルナルドのモデルは、1970年に初めて発表された影響力のある取引モデルである。その目標は、以前のモデルの不正確さを避け、コミュニケーションのあらゆる複雑さを説明することである。これには、コミュニケーションを送信者から受信者へのアイデアの伝達として定義するという考えを否定することが含まれる。バルナルドにとって、コミュニケーション「はメッセージの生成ではなく、意味の生成である」。彼は、世界及びその対象物はそれ自体で意味を持たないと考えており、人々がコミュニケーションの過程でそれらを解釈し、意味を付与することでのみ意味を持つと見ている。これにより、人々は不確実性を減少させ、共有された理解に到達しようとする。
バルナルドのモデルは、キューを復号して意味を付与し、それに適切な反応を符号するという考えに基づいている。バルナルドは、公的なキュー、私的なキュー、行動キューを区別している。公的なキューは状況にいる誰にでもアクセス可能なものであり、公園の木や部屋のテーブルなどが含まれる。私的なキューは一人の人間だけが利用可能であり、財布の中のコインや手首のかゆみなどが例である。行動キューはコミュニケーター自身が制御できるもので、コミュニケーションの主要な手段を構成する。これには、ビジネス提案について話し合うといった言語的行動や、眉を上げる、椅子に座るといった非言語的行動が含まれる。バルナルドのモデルは、その革新性と以前のモデルに対する批判の両方で影響力を持っている。その一部の反論として、すべてのコミュニケーション形態に対して均等に有用ではないこと、意味がどのように生成されるかを具体的に説明していないことが挙げられる。